# Zikanapis copo
Zikanapis copo là một loài Hymenoptera trong họ Colletidae. Loài này được Compagnucci mô tả khoa học năm 2006.